# Fonzaleche
Fonzaleche è un comune spagnolo di 157 abitanti situato nella comunità autonoma di La Rioja.